# Pakistans håndboldlandshold (herrer)
Pakistans håndboldlandshold for mænd er det mandlige landshold i håndbold for Pakistan. Det repræsenterer landet i internationale håndboldturneringer. Det reguleres af Pakistan Amateur Handball Association.